# Mount Lepus
Mount Lepus ist ein rund 900 m hohes und durch einen tief einschneidenden Bergsattel untergliedertes Massiv an der Rymill-Küste des Palmerlands auf der Antarktischen Halbinsel. Es ragt 16 km östlich des Wade Point zwischen dem Millett- und dem Bertram-Gletscher auf.
Das UK Antarctic Place-Names Committee benannte es 1976 nach dem Sternbild Hase (lateinisch Lepus).